# Irabu-jima
Irabu-jima (japanisch 伊良部島) ist eine Insel der Miyako-Inseln im Pazifischen Ozean.

## Geografie
Irabujima hat eine Fläche von 29,08 km². Die höchste Erhebung ist der Makiyama (牧山) mit 89,0 m. Im Westen befindet sich der Sawada-Strand.
Auf der Insel leben weniger als 6000 Einwohner im zu Miyakojima gehörenden Stadtteil Irabu-chō (伊良部町). Die Insel gehört zu der Präfektur Okinawa. Es gibt je zwei Grund- und Mittelschulen und eine Oberschule.
Shimoji-jima und Irabujima sind nur durch einen flussähnlichen Riss getrennt. Beide Inseln sind über sechs Brücken miteinander verbunden.

## Wirtschaft und Infrastruktur
Auf der zu Irabu-jima dazugehörigen benachbarten Insel Shimoji-shima befindet sich der Flughafen Shimoji-shima.